# Брянский областной театр юного зрителя
Бря́нский областно́й теа́тр ю́ного зри́теля (Авиловский Дворец, с 1960 по 1980 года Дом пионеров, Театр Юного Зрителя (ТЮЗ))— театр в городе Брянске, расположенный на Авиловской Горе. Репертуаром, ориентированный на детей и юношество. Основан в 1981 году.
Театр расположен в историческом здании, которое вместе с жилым домом, восстановленным в 1946 году по проекту архитектора Б.П. Шавыриной, и новым зданием кооперативного техникума, проект которого выполнен архитекторами Г.А. Гвоздиковым и В.Н. Городковым, расположенными через дорогу напротив, образовывает небольшой архитектурный ансамбль, объединенный классическим характером.

## История
|  |

Здание построено и восстановлено в 1960 году. Оно строится с некоторым отступом от красной линии бывшей улицы Авиловская Гора против Красной Площади Брянска . Здание сооружается по проекту аналогичного здания в Рязани с приспособлением и некоторыми переделками для местных условий архитектором Афанасием Афанасьевичем Саломахиным. В начале используется как Дом пионеров.

#### Авиловская Гора
Построенное до того на его месте сооружение в народе именовалось Авиловским Дворцом - Авиловским Домом. В соответствии с географическим топонимом Авиловская Гора, полученное от неизвестного, жившего в далёком прошлом, жителя по прозвищу Авил. В отличие от Комарёвской горы и одноимённой улицы, чьи имена были получены от влиятельного купеческого рода Комарёвых и соперничевшеми с ними Комаровыми, чем занимался некий Авил неизвестно. По предположению мог быть священно служителем, ремесленником или работником Брянского Арсенала, так как в районе горы проживали в основном эти страты жителей.

##### Театр Юного Зрителя
Последняя реконструкция произведена в 1980 году.
Брянский театр юного зрителя был открыт 18 февраля 1981 года. В этот день состоялась премьера спектакля «Юность отцов» по пьесе Б. Л. Горбатова. Первым директором театра был Афанасий Захарович Эстрин. Первым главным режиссёром — Валерий Гурьев.
В разные годы в Брянском ТЮЗе постановки осуществляли известные в провинции театральные режиссёры. Среди них можно отметить Бориса Цейтлина, Михаила Скандарова, Юрия Берёзу, Светлану Науменко, Бориса Ярыша, Ларису Леменкову и других.
Большой вклад в развитие театра и культуры на Брянщине в целом внёс Леонид Кулагин, который занимал должность главного режиссёра с 1997 по 2004 год. За это время им было поставлено 17 спектаклей, многие из которых по сей день остаются в репертуаре театра.
Всего с момента основания театра на его сцене было показано около 130 различных постановок, как для детей, так и для взрослых. Среди них — драматические произведения Островского, Пушкина, Шекспира, Мольера, Гофмана.
В 2004 году Леонид Кулагин оставил должность главного режиссёра. Сам Кулагин объяснил это началом активной кинематографической деятельности (в этот момент начались съёмки детективного сериала «Кулагин и партнёры»), однако и не отрицал слухи о конфликте с чиновниками городской администрации. После его ухода ТЮЗ около семи лет не имел постоянного главного режиссёра. Несколько спектаклей поставили «заезжие гастролёры», но в остальное время театр простаивал месяцами.
В конце 2010 года на должность главного режиссёра был назначен заслуженный деятель искусств РФ Михаил Мамедов, который до этого уже сотрудничал с брянскими театрами около двадцати лет и поставил на сцене ТЮЗа двенадцать спектаклей.
В 2013 году в здание ТЮЗа был перебазирован Брянский областной театр кукол. Сначала на время капитального ремонта, впоследствии — на неопределённый срок.

## Здание театра
Здание было построено в 1960 году в стиле позднего классицизма. Изначально предназначалось для Дома пионеров и школьников (ныне Дворец детского и юношеского творчества имени Ю. А. Гагарина), поэтому за основу был взят проект аналогичного здания в Рязани и адаптирован для местных условий архитектором А. А. Саломахиным.
Здание расположено в центре города Брянска. Фасадом оно выходит на улицу Горького, а с задней его стороны проходит овраг Судок, который делит исторический центр города на две части.
В 1970 году перед зданием была установлена скульптурная группа «В. И. Ленин, М. Горький», которая решением облисполкома № 406 от 10.07.1979 была признана объектом культурного наследия регионального значения.
В 1980 году перед открытием театра в здании была проведена реконструкция.

## Театр сегодня
Сегодня в репертуаре театра 29 постановок. Уже довольно давно коллектив занимается гастрольной деятельностью. Ежегодно ТЮЗ реализует программу так называемых «малых гастролей» для жителей отдалённых районов Брянской области, в том числе, юго-западных, наиболее пострадавших от аварии на Чернобыльской АЭС. А под завершение летнего сезона театр выезжает на гастроли в другие города России и ближнего зарубежья.
Также театр участвует в благотворительных мероприятиях. Регулярно проводятся бесплатные показы для малоимущих жителей города, детей-инвалидов, детей из многодетных семей, и даже для малолетних воспитанников колонии Брянской области.
ТЮЗ является постоянным участником фестиваля «Славянские театральные встречи» в Брянске, а актёры театра неоднократно становились лауреатами этого фестиваля. В послужном списке театральной труппы диплом II Международного фестиваля «Театр детства и юности — XXI век» в Воронеже и участие в III Всероссийском фестивале спектаклей для подростков «На пороге юности» в Рязани.

## Технические параметры сцены
Основные технические характеристики:
| Ширина сцены                      | 7,3 м  |
| Глубина сцены                     | 10,0 м |
| Высота                            | 7,0 м  |
| Ширина зеркала сцены              | 7,3 м  |
| Высота зеркала сцены              | 4,9 м  |
| Количество мест в зрительном зале | 318    |
| Ширина авансцены                  | 7,5 м  |
| Глубина авансцены                 | 2,6 м  |
| Арьерсцена                        | Нет    |
| Количество штанкетных подъёмов    | 15 шт  |
| Количество софитных подъёмов      | 2 шт   |
| Пожарный занавес                  | Нет    |
| Антрактно-раздвижной занавес      | Да     |
| Круг                              | Нет    |
| Карманы сцены                     | 4×4    |

## Современная труппа театра
Народные артисты России:
- Аверин, Владимир Иванович[16]

Заслуженные артисты России:
- Виницкая, Вероника Олеговна[17]

С полным составом труппы театра и репертуарным календарём можно ознакомиться на его официальном сайте в сети Интернет.